# Derris oligosperma
Derris oligosperma är en ärtväxtart som beskrevs av Karl Moritz Schumann och Carl Karl Adolf Georg Lauterbach. Derris oligosperma ingår i släktet Derris och familjen ärtväxter. Inga underarter finns listade i Catalogue of Life.

## Bildgalleri

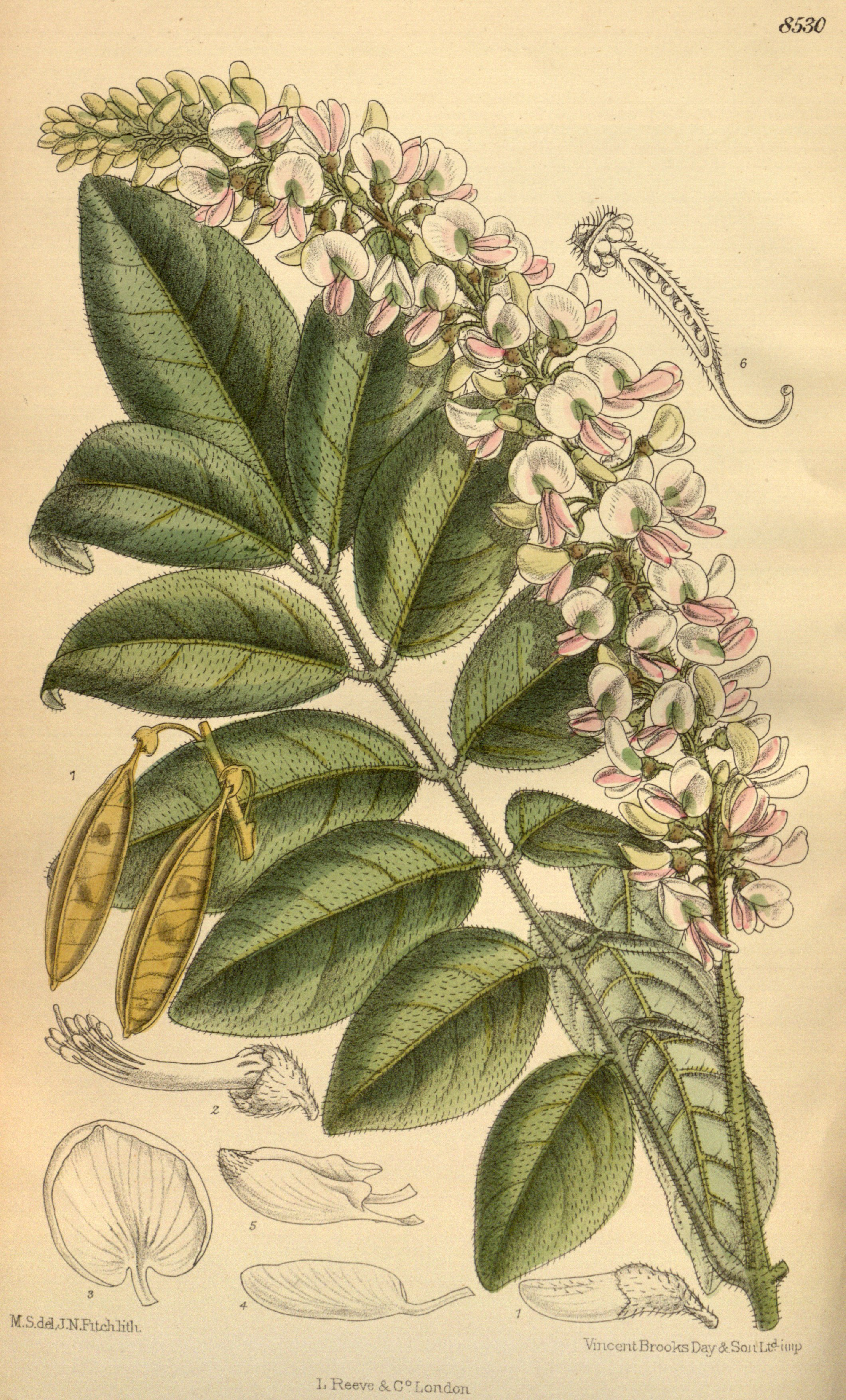